# Nuselský mlýn
Nuselský mlýn je zaniklý vodní mlýn v Praze 4, který stál na potoce Botič při původní cestě přes Nusle (v dnešní Závišově ulici u železniční trati na Plzeň) kolem Fidlovačky na Pankrác.

## Historie
Vodní mlýn v Nuslích je poprvé zmíněn roku 1320. V roce 1428 byl veden spor mezi obcí nuselskou a Jírou, synem Frankovým, měšťanem Nového Města Pražského „o vrbie a stezku, kteráž jde od mlýna a od lávky nuselské vedle vrbin týchž, jdúc od Prahy na levé straně až do cesty sv. Pankráce“.
Poslední zmínka o mlýnu v Nuselském urbáři pochází z roku 1573, kde byl uveden Jakub, mlynář z chalupy.
Ještě před výstavbou usedlosti Folimanka v Nuselském údolí stál v těchto místech severně od náhonu vodní mlýn na Botiči se třemi vodními koly. Je zaznamenán na Huberově Plánu Prahy z roku 1769 v oblasti Nuslí. Zanikl ještě před rokem 1841 a jeho náhon byl zasypán.

## Nuselský dolní mlýn
Na indikační skice z roku 1840 je zakreslen vodní mlýn o dvou kolech západně od pivovaru, ke kterému vedl z východu náhon po pravém břehu potoka od Dolní Landhausky. Za mlýnem se voda vracela zpět do potoka. Tento náhon procházel také pivovarem. Tvořil tak "Ostrůvek" ještě před Nuselským pivovarem ve směru toku Botiče.
Mlýn měl č.p. 11 (katastr Nusle) a byl zbořen mezi lety 1934 a 1938. Číslo popisné 11 nuselského katastru přešlo s katastrem na secesní dům v Závišově ulici (Nusle, Závišova č.7) z roku 1880.

## Nuselský parní mlýn

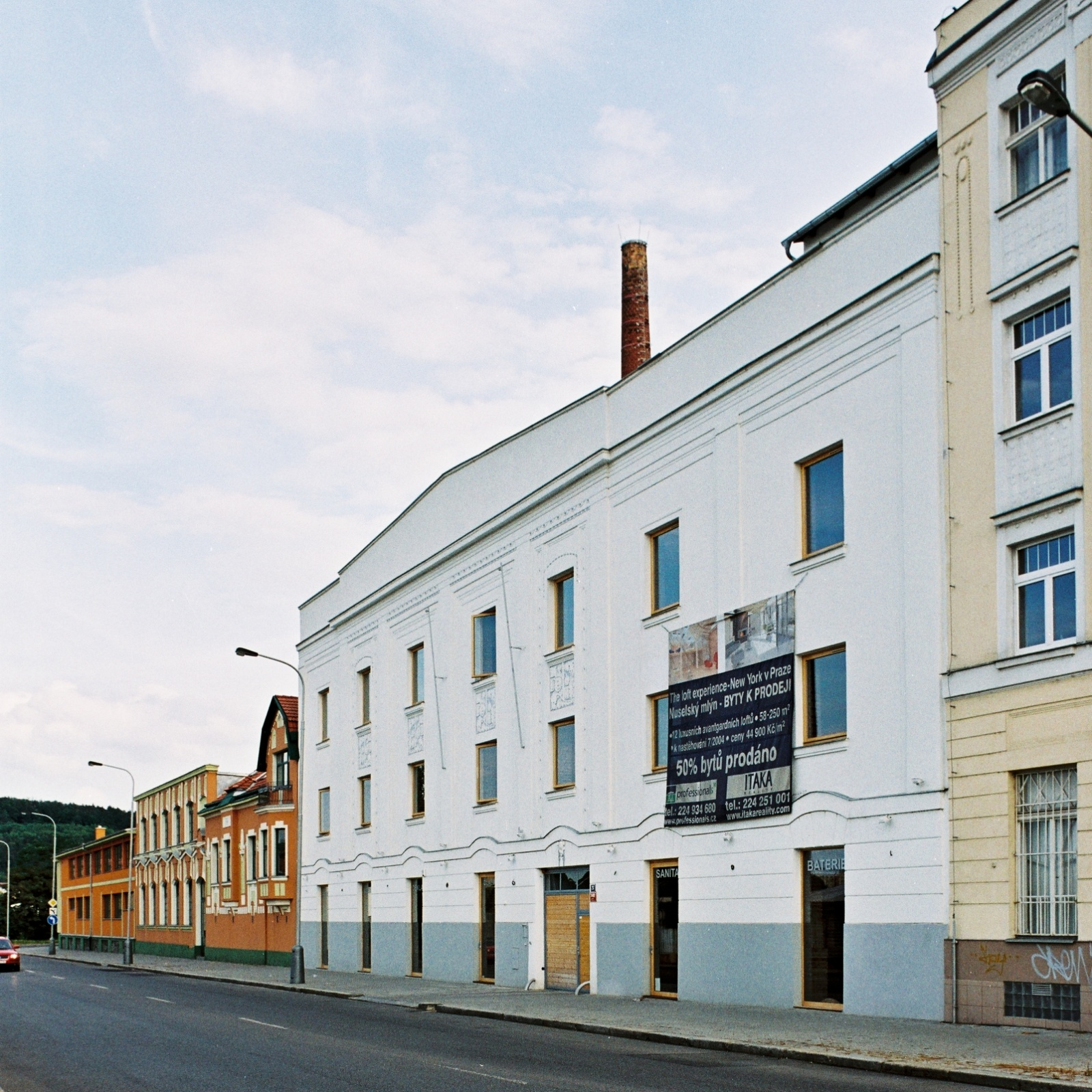
Nuselský parní mlýn, 2005

V roce 1909 byl postaven parní mlýn v dnešní Bartoškově ulici (Nusle číslo popisné 1448, Bartoškova 26). V suterénu budovy byl umístěn parní stroj, vyšší podlaží sloužila jako skladovací prostory. 
V roce 2004 byl zchátralý objekt zrekonstruován podle projektu Alberta Di Stefana a Daniela Fišera. V objektu vzniklo 12 loftových bytů a v přízemí a v suterénu obchodní prostory. Původní komín mlýna zůstal zachován.

## Nuselský el. mlýn Ant. Hlasivce
V souvislosti se svou pekárnou (Nusle čp. 49, Na Pankráci) postavil podnikatel Antonín Hlasivec roku 1910 vlastní moderní mlýn o šesti dvojitých šrotovacích stolicích, čtyřech vymílacích stanicích a třech mlýnských kamenech, který byl plně elektrifikován a spolu s pekárnou se stal třetím největším podnikem v Praze (po Zátkově a Odkolkově pekárně).